# Мосс, Эдвард
Эдвард Мосс (англ. Edward Moss, известен как Eddie Moss; род. 1977) — американский актёр и танцор, подражатель (имитатор) Майкла Джексона.

## Биография
Родился 11 июля 1977 года в Лос-Анджелесе.
Учился в школе во Флориде вместе с Ником Картером. В начале 1990-х годов, работая в Макдоналдсе, показывал своим сотрудникам, как он похож на Майкла Джексона. В 1994 году он выиграл конкурс талантов, подражая Джексону, и решил сделать это своей профессией. C этими качествами гастролировал по многим странам, включая Филиппины, Бахрейн, Новую Зеландию и Японию. Причём Мосс не делал никаких косметических операций, чтобы быть похожим на известного певца.
В 1996 году он встретился с настоящим Майклом Джексоном, выполняя номер в Голливуде, Калифорния. Джексон обещал Моссу заменить себя в некоторых представлениях, нанимая его, что и делал несколько раз. Так Эдвард Мосс появлялся как Майкл Джексон на телевизионных каналах E!, Sky News и Sky1.
Мосс выступал как Джексон в отеле-казино Horizons на озере Тахо в течение четырёх лет. А после смерти Майкла Джексона, в июле 2009 года, Мосс принимал участие в мировом Tribute to Michael Jackson.
Многие из поклонников Джексона обвиняют это действо Мосса, веря в «неприкосновенность» знаменитого певца и упрекая Эдварда в эксплуатации его имени.

## Награды
Мосс номинировался на две премии: Pop’N Rock For Reel Award (1998) и Best Video Performance Award (2005) как лучший подражатель Майкла Джексона, выиграв оба приза.